# Methven Castle
Hrad Methven (anglicky Methven Castle) se nachází východně od Methvenu v oblasti Perth and Kinross ve Skotsku.
Současnou stavbu nechal v 2. polovině 17. století postavit Ludovick, 2. vévoda z Lennoxu podle návrhu architekta Johna Mylnea (1611–1667). Methven Castle byl jedním z posledních rozsáhlých skotských sídel vybudovaných na způsob hradu. Stojí na místě staršího hradu a pravděpodobně obsahuje i prvky původní stavby. Byl rozšířen mezi lety 1800 a 1825 architektem Jamesem Gillespiem Grahamem (1776–1855). Stavba je zajímavá svými neobvyklými rohovými věžemi.
Na methvenském hradě zemřela skotská královna Markéta Tudorovna (1489–1541), manželka Jakuba IV., sestra anglického krále Jindřicha VIII.
Hrad byl v majetku rodiny Smytheů; v současné době je v soukromém vlastnictví manželů Murdochových, kteří získali hrad ve zchátralém stavu a snaží se vrátit ho do původní podoby.